# Druga slovenska nogometna liga 2004-2005
La Druga slovenska nogometna liga 2004-2005 (in lingua italiana: Secondo campionato calcistico sloveno 2004-2005), abbreviata in 2. SNL 2004-2005, fu la quattordicesima edizione della seconda serie del campionato di calcio sloveno.

## Formula
Le 12 squadre partecipanti disputarono un turno di andata-ritorno-andata per un totale di 33 giornate, al termine delle quali:
- La prima classificata venne promossa in 1. SNL 2005-2006
- La seconda classificata disputò uno spareggio contro la penultima della 1. SNL 2004-2005
- Le ultime due classificate furono retrocesse in 3. SNL 2005-2006

### Avvenimenti
Il secondo classificato, Nafta, avrebbe dovuto disputare lo spareggio contro il Koper, penultimo della 1. SNL 2004-2005, ma a causa della riduzione della negata iscrizione a Olimpia Lubiana, Mura e NK Lubiana, lo spareggio non venne disputato e il Nafta venne promosso automaticamente.
Anche lo Svoboda si aspettava il ripescaggio, ma venne deluso dalla decisione della Federcalcio slovena di ridurre l'organico della Prva SNL da 12 a 10 squadre.
Nella stagione successiva anche l'organico della Druga SNL passò da 12 a 10 squadre.

## Squadre partecipanti
| Squadra           | Città             | Stadio                       | Stagione 2003-04 | Stagione 2003-04 |
| Squadra           | Città             | Stadio                       | Pos.             | Divisione        |
| ----------------- | ----------------- | ---------------------------- | ---------------- | ---------------- |
| Esotech Šmartno   | Šmartno ob Paki   | Stadion Šmartno              | 8º               | 1. SNL           |
| Koroška Dravograd | Dravograd         | Športni center               | 12°              | 1. SNL           |
| Rudar Velenje     | Velenje           | Stadio ob Jezeru             | 1°               | 2. SNL           |
| Dravinja          | Slovenske Konjice | Stadion Dobrava              | 4°               | 2. SNL           |
| Aluminij          | Kidričevo         | Športni park Aluminij        | 5°               | 2. SNL           |
| Livar             | Ivančna Gorica    | Stadion Ivančna Gorica       | 6°               | 2. SNL           |
| Posavje Krško     | Krško             | Stadion Matije Gubca         | 7°               | 2. SNL           |
| Svoboda           | Lubiana           | Športni park Svoboda         | 8°               | 2. SNL           |
| Supernova Triglav | Kranj             | Športni Center Stanko Mlakar | 9°               | 2. SNL           |
| MNK Izola−Argeta  | Isola d'Istria    | Mestni stadion               | 10°              | 2. SNL           |
| Factor            | Lubiana           | Stadion ŽŠD                  | 1°               | 3. SNL Centro    |
| Nafta             | Lendava           | Športni park Lendava         | 1°               | 3. SNL Est       |

## Classifica
|                  | Pos. | Squadra              | Pt | G  | V  | N  | P  | GF | GS  | DR  |
| ---------------- | ---- | -------------------- | -- | -- | -- | -- | -- | -- | --- | --- |
|                  | 1.   | Rudar Velenje        | 72 | 33 | 23 | 3  | 7  | 76 | 40  | +36 |
|                  | 2.   | Nafta                | 70 | 33 | 20 | 10 | 3  | 67 | 28  | +39 |
|                  | 3.   | Svoboda              | 61 | 33 | 18 | 7  | 8  | 52 | 33  | +29 |
|                  | 4.   | Dravinja             | 58 | 33 | 18 | 4  | 11 | 43 | 36  | +7  |
|                  | 5.   | Dravograd            | 54 | 33 | 15 | 9  | 9  | 55 | 43  | +12 |
|                  | 6.   | Livar                | 49 | 33 | 15 | 4  | 14 | 48 | 38  | +10 |
|                  | 7.   | Aluminij             | 47 | 33 | 14 | 5  | 14 | 68 | 51  | +17 |
|                  | 8.   | Triglav              | 46 | 33 | 12 | 10 | 11 | 50 | 39  | +11 |
|                  | 9.   | Factor               | 38 | 33 | 12 | 2  | 19 | 49 | 58  | −9  |
|                  | 10.  | Krško                | 38 | 33 | 11 | 5  | 17 | 46 | 59  | −13 |
|                  | 11.  | Izola                | 19 | 33 | 4  | 7  | 22 | 25 | 71  | −46 |
|                  | 12.  | Šmartno ob Paki (−3) | 5  | 33 | 2  | 2  | 29 | 25 | 108 | −83 |
| Fonte: rsssf.org |      |                      |    |    |    |    |    |    |     |     |

Legenda:
      Promosso in 1. SNL 2005-2006.
  Partecipa agli spareggi.
      Retrocesso in 3. SNL 2005-2006.
      Escluso dal campionato.
Regolamento:
Tre punti a vittoria, uno a pareggio, zero a sconfitta.
In caso di arrivo di due o più squadre a pari punti, la graduatoria viene stilata secondo la classifica avulsa tra le squadre interessate (= scontri diretti).
Note:
A fine stagione lo Šmartno ob Paki cessa l'attività.

### Spareggio
Spareggio non effettuato, Nafta promosso direttamente.